# Ichneumon pumiliops
Ichneumon pumiliops là một loài tò vò trong họ Ichneumonidae.